# Pseudoharpax erythraeus
Pseudoharpax erythraeus es una especie de mantis de la familia Hymenopodidae.

## Distribución geográfica
Se encuentra en Etiopía y Kenia.